# شاول وداود (لوحة)
شاوُل وداوُد (بالهولندية: Saul en David) هي لوحة بريشة رسام العصر الذهبي الهولندي رامبرانت في منتصف القرن السابع عشر. تعتبر اللوحة عمل فني معقد تعرض مؤخرًا للتحقيق المكثف وللترميم والحفظ. تصور اللوحة شخصيات العهد القديم الملك شاؤول وداود. إلى اليسار شاؤول جالسًا ممسكًا برمح وهو يمسح عينه بستارة. يركع داود أمامه ألى اليمين وهو يعزف على القيثارة. العمل ضمن مجموعة متحف ماورتشهاوس في لاهاي، هولندا. 

## الوصف

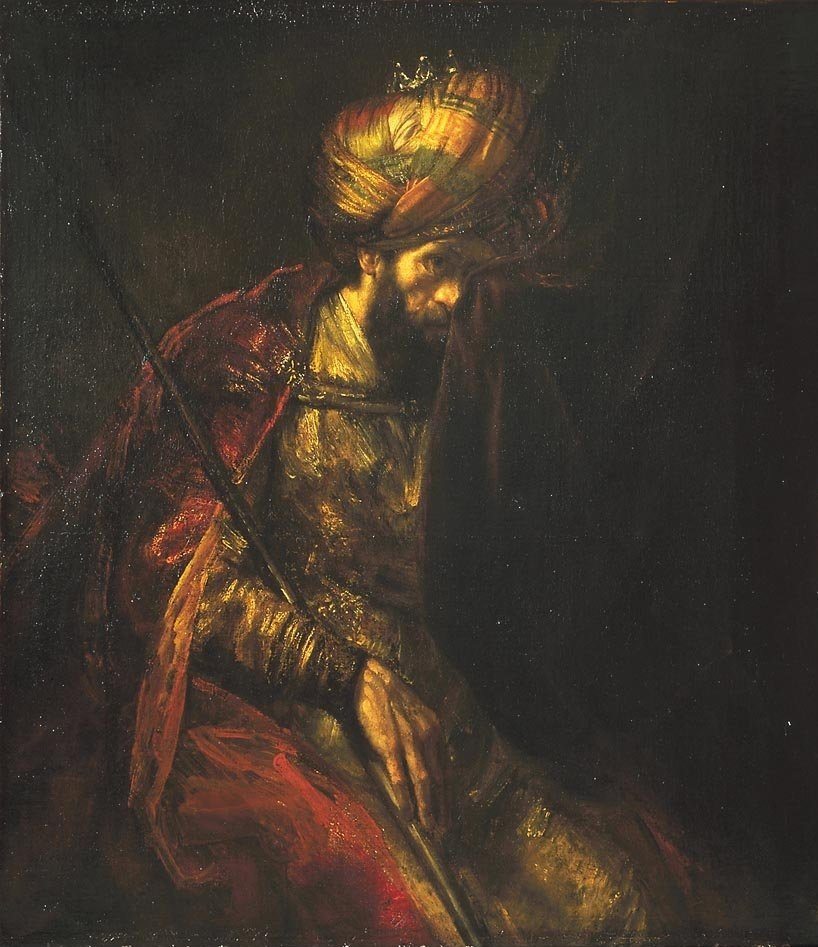
شاؤول (تفاصيل)

العمل يصور الملك شاؤول ، ملك بني أسرائيل ، وداود الذي هزم الفلسطينيين وقتل العملاق جالوت وعاد إلى البلاط. أعتبر الملك شاؤول المؤمن بالخرافات أن داود يمثل تهديدًا لموقفه الضعيف بالفعل. نراه يحاول التفكير في طريقة للتخلص من البطل الشاب. في الوقت نفسه ، تأثر بعزف داود على القيثارة - يجفف شاول شاؤول بستارة. من المحتمل أن ينهض الناس ضده إذا قتل داود. الرمح في يده عديم الفائدة ، رغم أنه في ومضة من الغضب قد يقدم على قتل داود به. بدلاً من ذلك قام بترقية داود إلى رتبة قائد ، على أمل أن يموت في المعركة. في لوحة رامبرانت ، من الواضح أن الملك القديم المتألم قد تأثر بعزف داود. بينما داود مستغرق تمامًا في موسيقاه. الصورة مأخوذة من سفر الكتاب المقدس ، حيث تخلى الله عن الملك شاؤول وأرسل له روحًا شريرًا عذبته. فقط عزف داود على القيثارة ، والذي استخدمه شاؤول خصيصًا لهذا الغرض ، تسبب عزف داوود عن ترك الروح الشريرة لشاؤول وشأنه لفترة من الوقت. تزوج داود لاحقًا من ابنة شاؤول وخلفه ملكًا لبني إسرائيل في يهوذا. كانت اللوحة في الأصل أكبر.

## الإسناد
العمل غير موقّع أو مؤرخ. في الأدب التاريخي الفني ، يُنظر إليه على أنه بمفرده ، حتى رفض هورست جيرسون أسنادها إلى رامبرانت في عام 1969. منذ تلك اللحظة ، كان هناك اختلاف في الرأي بين مؤرخي الفن حول مدى مشاركة رامبرانت في إنشاء العمل. اقترح مؤرخ الفن بن بروس إسناد العمل إلى تلميذ رامبرانت ويليم دروست. تم رفض هذا الإسناد من قبل جوناثان بيكر. ثم نسبها هنري آدمز إلى طالب رامبرانت كاريل فان دير. كما رفض بيكر هذا الإسناد ايضاً. ذكرت صحيفة موريتشويس في عام 2018 أن البحث المكثف أظهر أن اللوحة فعلاً تم رسمها من قبل رامبرانت. تم الانتهاء من العمل حوالي عام 1655 وحوالي 1660-1665. 

## دراسة اللوحة وتحليل عناصرها
في القرن التاسع عشر ، تم تقطيع اللوحة إلى جزأين غير متساويين ، ربما بهدف بيعها كلوحتين مختلفتين. تم إعادة تجميع الأجزاء لاحقًا. وتمت إضافة قطعة قماشية ثالثة لتحل محل قطعة القماش مفقودة فوق رأس داود. كجزء من التحقيق في صحة القماش المضاف ، تم فحص عدد من عينات الطلاء الدقيقة باستخدام مطيافية تشتت الطاقة بالأشعة السينية. نظرًا لأن أصباغ الأرض والصمالت والبحيرة المستخدمة في اللوحة لا يمكن تصويرها باستخدام تقنيات التصوير التقليدية ، فقد تم أيضًا فحص اللوحة بأكملها باستخدام أحدث تقنيات التصوير غير التقليدية. تم تكريس اهتمام خاص لوجود المواد المحتوية على الكوبالت ، وتحديداً صبغة الزجاج الأزرق الصمالت التي تعتبر خاصية مميزة لرامبرانت. كشف مزيج من التحليل الكمي للمسبار الدقيق الإلكتروني والمسح الضوئي العياني بالأشعة السينية عن وجود ثلاثة أنواع من المواد المحتوية على الكوبالت في اللوحة. النوع الأول هو مجفف الكوبالت الذي تم العثور عليه في الطلاء الزائد المستخدم لتغطية اللوحة القماشية الداخلية والوصلات التي تمت إضافتها في القرن التاسع عشر. المادتان الأخريان المحتويتان على أحادي أكسيد الكربون هي جزء من الطلاء الأصلي الذي استخدمه رامبرانت ويتكونان من نوعين مختلفين من طلاء الكوبالت وهو صبغة زجاجية غنية بـالبوتاسيوم تستمد لونها الرمادي والأزرق عن طريق الأتحاد مع الأيونات. تم استخدام طلاء الكوبالت مع محتوى من النيكل أعلى لتصوير الخطوط الزرقاء في عمامة الملك شاؤول الملونة ، بينما تم استخدام طلاء الكوبالت مع محتوى نيكل أقل على مساحات واسعة من ثيابه. لا يدعم وجود نوعين من الصمالت إعادة إسناد اللوحة مؤخرًا إلى رامبرانت فحسب ، بل يدعم أيضًا أن الصورة رُسمت على مرحلتين. تم طلاء ثوب الملك شاؤول الأحمر الداكن بطريقة خشنة وفضفاضة وتم العثور على الطبقة الغنية بالسمالت التي تغير لونها الآن جزئيًا خلال علاجات الترميم السابقة. على النقيض من ذلك ، يتم الحفاظ على الصمغ الأخضر المزرق في العمامة بشكل أفضل ويوفر لهجة ملونة. بينما تم تحديد استخدام أنواع مختلفة من طلاء الكوبالت في لوحة رامبرانت مسبقًا باستخدام التحليل الكمي لمطيافية تشتت الطاقة بالأشعة السينية لمقاطع الطلاء العرضية ، على حد علمنا ، هذه هي المرة الأولى التي يتم فيها ملاحظة مثل هذا التمييز في لوحة من القرن السابع عشر باستخدام تقنيات التصوير غير التقليدية. بالإضافة إلى رسم الخرائط غير الغازية القائم على فلورية الأشعة السينية ، تم أيضًا إجراء التصوير الفائق الطيفي في المنطقة المرئية باستخدام الأشعة تحت الحمراء. 

## الموضوع بريش فنانين عبر التاريخ
|  |  |
|  |  |

## الرسام

رإمبرانت

رإمبرانت هرمنسزون فان راين رسام هولندي ولد في لايدن عام 1606 وتوفي عام 1669 م، استقر في مدينة أمستردام منذ سنة 1631 م. نظرا للقوة التعبيرية الكبيرة التي تتميز بها أعماله ولوحاته الشخصية، بالإضافة إلى معرفته العلمية بنظريات الضوء والظلال، وكذلك القيم الإنسانية النبيلة لأفكاره وتأملاته الشخصية حول مصير الجنس الإنساني، كل هذه العوامل جعلته يعد ضمن كبار أساتذة فن الرسم الغربي. كان له أثناء حياته شأن كبير، واشتهر أيضا بأعماله عن طريق الرسم بماء الذهب (الأشجار الثلاثة، قطع المائة فلوران النقدية؛ يسوع يُبشر الناس). تعتبر لوحته درس التشريح مع الدكتور تولب ودورية الليل من أشهر أعماله وهي لوحات متعددة الشخصيات كان قد برع في إضفاء الحياة عليها. وقد تأثر بالفنان كارفاجيو وروبنز لكنه استخدم تأثيرات الضوء ووضع الألوان بحرية ليبرر الحالة العاطفية والنفسية. 